# Hernán Drago
Hernán Esteban Drago (Florida, provincia de Buenos Aires, 17 de mayo de 1975) es un modelo y conductor argentino, principalmente reconocido por sus campañas publicitarias de marcas como Valmont, Hugo Boss y Matices, por ser copresentador del programa El show creativo, junto a Juan Gujis, y por ser invitado recurrente en el programa Bienvenidos a bordo.

## Carrera
Hernán ha filmado más de ochenta comerciales a lo largo del mundo. En 2018 anuncio oficialmente que se ha separado de su esposa Bárbara Cudich, una productora de televisión, con quien tienen dos hijos en común: Luka y Lola.
En sus comienzos, trabajó como modelo de la agencia de Pancho Dotto, una de las más importantes de Argentina. Desde 2009 a 2014, condujo junto a Juan Gujis El show creativo, un programa que se emitía, en su primera etapa, por la señal Magazine, viernes y sábados a la medianoche.
Drago también ha tenido pequeñas participaciones en películas tanto de cine como de televisión, aunque ha declarado públicamente que no desea convertirse en actor.
En 2014 participó en Tu cara me suena, donde debía imitar a cantantes nacionales e internacionales. Sus imitaciones fueron: Chayanne, Rod Stewart, Ricky Martin, David Bisbal, Cristian Castro, Pablo Lescano de Damas Gratis, Robin Thicke, Ricardo Arjona, Bono de U2, Xuxa, Enrique Iglesias, Prince Royce y Daniel Agostini. Abandonó el programa por compromisos laborales previos. Volvió al programa en la gala 28, para hacer un dúo con Ángela Torres, donde imitó a René Dif de Aqua.

## Televisión
| Año       | Título               | Rol          | Medio           | Notas                    |
| --------- | -------------------- | ------------ | --------------- | ------------------------ |
| 2009–2011 | El show creativo     | Conductor    | Ciudad Magazine |                          |
| 2012–2014 | El show creativo     | Conductor    | elnueve         |                          |
| 2014–2016 | La jaula de la moda  | Panelista    | Ciudad Magazine | Recurrente               |
| 2014      | Tu cara me suena 2   | Participante | Telefe          | Abandonó voluntariamente |
| 2015      | Noche de chicas      | Conductor    | Ciudad Magazine |                          |
| 2018      | La tribuna de Guido  | Figura       | El Trece        | Participación Recurrente |
| 2019–2020 | Pampita Online       | Panelista    | Net TV          | Recurrente               |
| 2020      | El show del problema | Panelista    | elnueve         |                          |
| 2020–2023 | Bienvenidos a bordo  | Figura       | eltrece         |                          |
| 2020–2021 | Style me up          | Conductor    | Net TV          |                          |
| 2023-2024 | Bienvenidos a ganar  | Figura       | elnueve         |                          |